# Мала Франкова
Мала Франкова місцева горальська назва «Франкофкі»/«Frankófki» (словац. Malá Franková) — село в Словаччині, Кежмарському окрузі Пряшівського краю. Розташоване на півночі східної Словаччини в Спиській Маґурі в долині Франковського потока.
В селі є дерев'яний римо-католицький костел св. Йосифа з 1895 року.

## Історія
Вперше село згадується у 1568 році.

## Населення
| Рік:            | 1993 | 2003    | 2013    | 2023    |
| --------------- | ---- | ------- | ------- | ------- |
| Кількість осіб: | 193  | 188     | 185     | 189     |
| Різниця:        |      | -2,59 % | -1,59 % | +2,16 % |

| Рік:            | 2022 | 2023    |
| --------------- | ---- | ------- |
| Кількість осіб: | 191  | 189     |
| Різниця:        |      | -1,04 % |

В селі проживає 184 осіб.
Національний склад населення (за даними останнього перепису населення — 2001 року):
- словаки — 99,46 %
- поляки — 0,54 %

Склад населення за приналежністю до релігії станом на 2001 рік:
- римо-католики — 98,92 %,
- греко-католики — 1,08 %,